# Stabilimento Stellantis di Windsor
Lo stabilimento Stellantis di Windsor (Windsor Assembly) è una fabbrica che produce automobili a Windsor in Ontario, attualmente gestita da Stellantis.

## Storia
Lo stabilimento fu progettato dallo studio di architettura Hutton & Souter e fu costruito nel 1928. 
Dal 1928 al 1965, i veicoli prodotti nello stabilimento inclusero berline a due e quattro porte della Plymouth, hard-top della Dodge, decappottabili della DeSoto, station wagon della Chrysler e coupé. La produzione della Plymouth Valiant iniziò nel 1966 e si concluse nel 1975 mentre lo stabilimento, iniziò a costruire minivan nel 1983 con il Dodge Caravan ed il Plymouth Voyager fino al 1991. 
La produzione dei minivan di quarta generazione iniziò nel 2000, dopoché terminò la realizzazione della terza generazione che fu iniziata nel 1995. La produzione dell'originale Chrysler Pacifica fu lanciata nell'agosto 2002 e continuò fino a novembre 2007 con 400.000 unità costruite. 
L'attuale Chrysler Pacifica, che sostituì la Chrysler Town & Country, entrò in produzione nel 2016 per l'anno modello 2017 con motorizzazioni a benzina ed ibride plug-in. 
Nel marzo 2019, FCA Canada annunciò che avrebbe tagliato il terzo turno di assemblaggo nello stabilimento, eliminando 1.500 posti di lavoro. Sebbene il terzo turno fosse inizialmente previsto per terminare a settembre 2019, fu prorogato più volte, fino al 10 luglio 2020. 
La produzione della Dodge Grand Caravan terminò il 21 agosto 2020, poiché FCA trasferì i clienti al dettaglio e delle flotte verso le nuove Chrysler Voyager e Chrysler Grand Caravan.

## Automobili prodotte

### Auto in produzione
| Foto | Marca    | Modello       | Inizio produzione |
| ---- | -------- | ------------- | ----------------- |
|      | Chrysler | Pacifica      | 2017              |
|      | Chrysler | Voyager       | 2020              |
|      | Chrysler | Grand Caravan | 2021              |
|      | Dodge    | Charger       | 2024              |

### Auto fuori produzione
| Foto | Marca      | Modello        | Inizio produzione | Fine produzione |
| ---- | ---------- | -------------- | ----------------- | --------------- |
|      | Dodge      | M37            | 1953              | 1955            |
|      | Chrysler   | Saratoga       | 1959              | 1960            |
|      | Chrysler   | Windsor        | 1964              | 1966            |
|      | Dodge      | Dart           | 1960              | 1976            |
|      | Plymouth   | Valiant        | 1960              | 1976            |
|      | Dodge      | Charger        | 1975              | 1978            |
|      | Dodge      | Magnum         | 1978              | 1979            |
|      | Dodge      | D series       | 1978              | 1980            |
|      | Chrysler   | Cordoba        | 1975              | 1983            |
|      | Dodge      | Mirada         | 1980              | 1983            |
|      | Chrysler   | Imperial       | 1981              | 1983            |
|      | Dodge      | Diplomat       | 1981              | 1983            |
|      | Plymouth   | Caravelle      | 1981              | 1983            |
|      | Plymouth   | Gran Fury      | 1981              | 1983            |
|      | Chrysler   | New Yorker     | 1982              | 1983            |
|      | Chrysler   | Fifth Avenue   | 1982              | 1983            |
|      | Plymouth   | Voyager        | 1984              | 2000            |
|      | Plymouth   | Grand Voyager  | 1987              | 2000            |
|      | Chrysler   | Voyager        | 2001              | 2003            |
|      | Dodge      | Caravan        | 1984              | 2007            |
|      | Chrysler   | Pacifica       | 2004              | 2008            |
|      | Volkswagen | Routan         | 2008              | 2013            |
|      | Lancia     | Voyager        | 2011              | 2014            |
|      | Ram        | C/V Tradesman  | 2012              | 2015            |
|      | Chrysler   | Town & Country | 1990              | 2016            |
|      | Dodge      | Grand Caravan  | 1987              | 2020            |